# Боянув (Лодзинське воєводство)
Боянув (пол. Bojanów) — село в Польщі, у гміні Скомлін Велюнського повіту Лодзинського воєводства.
Населення — 123 особи (2011).
У 1975-1998 роках село належало до Серадзького воєводства.

## Демографія
Демографічна структура станом на 31 березня 2011 року:
|          | Загалом | Допрацездатний вік | Працездатний вік | Постпрацездатний вік |
| -------- | ------- | ------------------ | ---------------- | -------------------- |
| Чоловіки | 62      | 11                 | 41               | 10                   |
| Жінки    | 61      | 12                 | 32               | 17                   |
| Разом    | 123     | 23                 | 73               | 27                   |